# Рапоза (Алмейрин)
Рапоза (порт. Raposa) — район (фрегезия) в Португалии, входит в округ Сантарен. Является составной частью муниципалитета Алмейрин. По старому административному делению входил в провинцию Рибатежу. Входит в экономико-статистический субрегион Лезирия-ду-Тежу, который входит в Алентежу. Население составляет 591 человек на 2001 год. Занимает площадь 65,47 км².